# 金明濬
金 明濬（キム・ミョンジュン、朝鮮語: 김명준、明治3年10月〈1870年〉 - 没年不明）は、大韓帝国の官僚、政治活動家、日本統治時代の朝鮮の政治家。貴族院朝鮮・台湾勅選議員。日本名は金田 明（かねた あきら）。位階は従四位。

## 生涯
本籍地は京城府。大韓帝国宮内府秘書官、一進会会員、国民協会副会長を歴任した。1920年に京畿道の中枢院参議候補となり、その後任命され、中枢院学芸部主査委員を務めた。1945年4月からは貴族院朝鮮・台湾勅選議員を務めた。

## 死後の評価
2002年に韓国国会民族正気の会が発表した親日派708人名簿に収録される。また、親日反民族行為者にも認定された。